# Campeonato Mundial de Atletismo Sub-20 de 2021 - Lançamento de martelo feminino
A prova do lançamento de martelo feminino do Campeonato Mundial de Atletismo Sub-20 de 2021 ocorreu entre os dias 20 e 21 de agosto de 2021 no Centro Esportivo Internacional Moi, em Nairóbi, no Quênia. 

## Recordes
Antes desta competição, os recordes mundiais e do campeonato nesta prova eram os seguintes:
|       | Nome                | Nacionalidade | Distância | Local     | Data                |
| ----- | ------------------- | ------------- | --------- | --------- | ------------------- |
| WU20R | Silja Kosonen       | Finlândia     | 73.43 m   | Vaasa     | 28 de junho de 2021 |
| CR    | Alexandra Tavernier | França        | 70.62 m   | Barcelona | 14 de julho de 2012 |
| WU20L | Silja Kosonen       | Finlândia     | 73.43 m   | Vaasa     | 28 de junho de 2021 |

Os seguintes recordes mundiais ou do campeonato foram estabelecidos durante esta competição: 
| Data         | Evento | Nome          | Nacionalidade | Distância | Notas                 |
| ------------ | ------ | ------------- | ------------- | --------- | --------------------- |
| 21 de agosto | Final  | Silja Kosonen | Finlândia     | 71.64 m   | Recorde do campeonato |

## Medalhistas
| Ouro                | Prata           | Bronze              |
| Silja Kosonen (FIN) | Rose Loga (FRA) | Maryola Bukel (BLR) |

## Cronograma
Todos os horários são locais (UTC+3). 
| Data         | Hora  | Evento         |
| ------------ | ----- | -------------- |
| 20 de agosto | 09:10 | Qualificação A |
| 20 de agosto | 10:00 | Qualificação B |
| 21 de agosto | 16:10 | Final          |

## Resultados

### Qualificação
Qualificação: 60,00 m (Q) ou pelo menos melhor 12 qualificado (q) 
| Posição | Grupo | Atleta                | Nacionalidade               | Tentativas | Tentativas | Tentativas | Marca | Notas |
| Posição | Grupo | Atleta                | Nacionalidade               | 1          | 2          | 3          | Marca | Notas |
| ------- | ----- | --------------------- | --------------------------- | ---------- | ---------- | ---------- | ----- | ----- |
| 1       | A     | Silja Kosonen         | Finlândia                   | 68.46      |            |            | 68.46 | Q     |
| 2       | B     | Maryola Bukel         | Bielorrússia                | 58.01      | 64.28      |            | 64.28 | Q     |
| 3       | B     | Karolina Bomba        | Polónia                     | 57.57      | 58.91      | 62.22      | 62.22 | Q,    |
| 4       | B     | Rose Loga             | França                      | 60.72      |            |            | 60.72 | Q     |
| 5       | A     | Rachele Mori          | Itália                      | 59.05      | 58.71      | 60.62      | 60.62 | Q     |
| 6       | B     | Aada Koppeli          | Finlândia                   | 58.97      | 60.14      |            | 60.14 | Q     |
| 7       | A     | Estelle Veillas       | França                      | 60.04      |            |            | 60.04 | Q     |
| 8       | B     | Valentina Savva       | Chipre                      | 58.21      | 59.97      | 55.66      | 59.97 | q     |
| 9       | A     | Elísabet Rúnarsdóttir | Islândia                    | x          | 59.49      | 59.78      | 59.78 | q     |
| 10      | A     | Barbora Štejfová      | Chéquia                     | 59.45      | x          | x          | 59.45 | q,    |
| 11      | A     | Ece Narttürk          | Turquia                     | 55.15      | 57.61      | 58.92      | 58.92 | q     |
| 12      | A     | Valentina Clavería    | Chile                       | x          | 56.53      | 58.46      | 58.46 | q     |
| 13      | B     | Alisiya Naumova       | Atletas Neutros Autorizados | 57.10      | 57.82      | 56.83      | 57.82 |       |
| 14      | B     | Paola Bueno           | México                      | x          | 56.26      | 56.59      | 56.59 |       |
| 15      | A     | Emilia Kolokotroni    | Chipre                      | 54.26      | 53.17      | x          | 54.26 |       |
| 16      | B     | Emily Conte           | Itália                      | x          | 54.11      | x          | 54.11 |       |

### Final
A prova final foi realizada no dia 21 de agosto às 16:26. 
| Posição           | Atleta                | Nacionalidade | Tentativas | Tentativas | Tentativas | Tentativas | Tentativas | Tentativas | Marca | Notas                 |
| Posição           | Atleta                | Nacionalidade | 1          | 2          | 3          | 4          | 5          | 6          | Marca | Notas                 |
| ----------------- | --------------------- | ------------- | ---------- | ---------- | ---------- | ---------- | ---------- | ---------- | ----- | --------------------- |
| Medalha de ouro   | Silja Kosonen         | Finlândia     | 70.53      | 71.64      | 68.41      | x          | 65.28      | 70.63      | 71.64 | Recorde do campeonato |
| Medalha de prata  | Rose Loga             | França        | 65.02      | 61.27      | 63.92      | 67.11      | 66.07      | x          | 67.11 |                       |
| Medalha de bronze | Maryola Bukel         | Bielorrússia  | 65.19      | 65.20      | 58.22      | 56.64      | 61.47      | 64.27      | 65.20 |                       |
| 4                 | Elísabet Rúnarsdóttir | Islândia      | 60.60      | 60.90      | 60.76      | 60.45      | 63.06      | 63.81      | 63.81 |                       |
| 5                 | Valentina Savva       | Chipre        | 59.78      | 62.18      | x          | 61.50      | 61.21      | 56.97      | 62.18 | NU20R                 |
| 6                 | Rachele Mori          | Itália        | x          | 57.96      | 61.65      | 59.42      | 61.94      | 60.53      | 61.94 |                       |
| 7                 | Karolina Bomba        | Polónia       | x          | 61.13      | x          | x          | 61.15      | 60.89      | 61.15 |                       |
| 8                 | Estelle Veillas       | França        | 59.80      | 56.59      | x          | x          | 58.03      | x          | 59.80 |                       |
| 9                 | Ece Narttürk          | Turquia       | 57.56      | 55.92      | 55.65      |            |            |            | 57.56 |                       |
| 10                | Aada Koppeli          | Finlândia     | x          | 56.81      | x          |            |            |            | 56.81 |                       |
| 11                | Barbora Štejfová      | Chéquia       | 56.64      | 55.03      | x          |            |            |            | 56.64 |                       |
| 12                | Valentina Clavería    | Chile         | x          | 51.46      | 52.41      |            |            |            | 52.41 |                       |

Legenda
| Recorde mundial       | Recorde mundial (World record)               |                       | Recorde africano                      | Recorde africano (African) |                                           | Q | Classificado por posição (Qualified) |
| Recorde do campeonato | Recorde do campeonato (Championship record)  | Recorde da América    | Recorde da América (Americas)         | q                          | Classificado por melhor tempo (Qualified) |   |                                      |
| Melhor marca do ano   | Melhor marca do ano (World leading)          | Recorde asiático      | Recorde asiático (Asian)              | DNS                        | Não largou (Did not start)                |   |                                      |
| Recorde nacional      | Recorde nacional (National record)           | Recorde europeu       | Recorde europeu (European)            | DNF                        | Não terminou (Did not finish)             |   |                                      |
| Recorde pessoal       | Recorde pessoal do atleta (Personal best)    | Recorde da Oceania    | Recorde da Oceania (Oceania)          | DSQ / DQ                   | Desclassificado (Disqualified)            |   |                                      |
| Recorde da temporada  | Recorde da temporada do atleta (Season best) | Recorde sul-americano | Recorde sul-americano (South America) | NM                         | Sem marca (No mark)                       |   |                                      |